# Corredeira

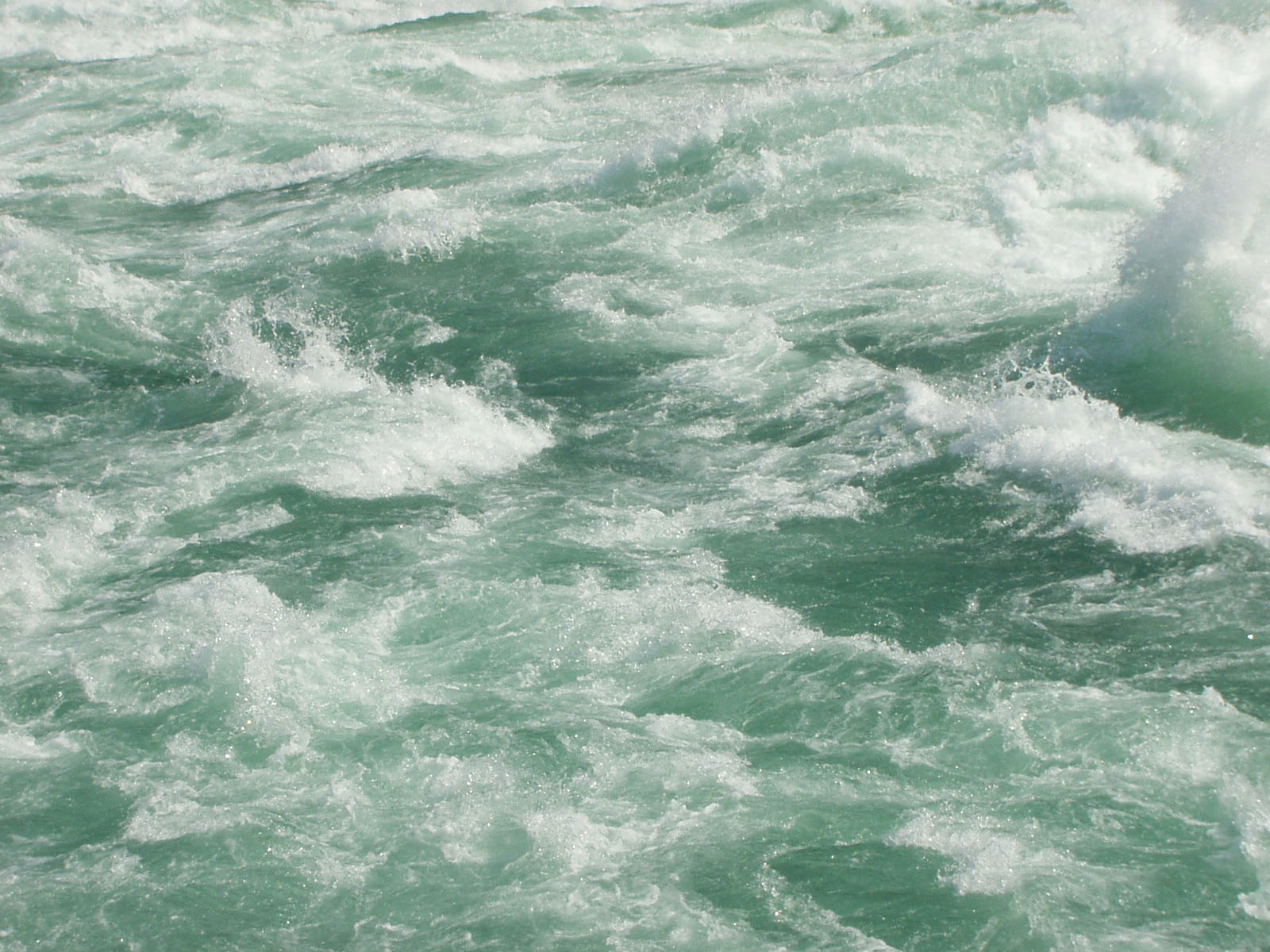
Água violenta abaixo das Cataratas do Niágara.

Uma corredeira ou rápido é a seção de um rio ou curso de água onde o leito do rio tem o gradiente relativamente alto, aumentando a velocidade da água e a turbulência. Uma corredeira é uma característica hidrológica entre uma leve correnteza e uma cascata. Caracteriza-se pelo rio tornar-se mais raso e com algumas rochas expostas acima de sua superfície. Como a água corrente salpica, chapinha e respinga violentamente sobre e em torno das rochas, bolhas de ar se misturam e em partes da superfície adquirem uma cor branca. Corredeiras ocorrem onde o material do leito é altamente resistente ao poder erosivo do fluxo em comparação com o leito a jusante (corrente abaixo) das corredeiras. Córregos e rios muito jovens fluindo, cruzando seu caminho através da rocha sólida, podem ser corredeiras por muito do seu comprimento.
Corredeiras são categorizadas em classes, geralmente indo do nível I ao VI. Uma corredeira 5 ou V pode ser categorizada como classe 5,1-5,9. Corredeiras classe I são fáceis de atravessar e não necessitam de manobras, enquanto as corredeiras da classe VI representam uma ameaça à vida.